# حصن البدوع (حورة)
'

تعديل مصدري - تعديل

حصن البدوع هي إحدى قرى عزلة حوره بمديرية حورة التابعة لمحافظة حضرموت، بلغ تعداد سكانها 61 نسمة حسب تعداد اليمن لعام 2004.